# Carl Winand
Carl Winand (* 29. Oktober 1879 in Bonn; † 4. Juli 1955 in Hamburg) war ein deutscher Architekt.
Er war u. a. für den Bau der Hanseatenhalle in Hamburg und zahlreicher weiterer Bauten in der Hansestadt verantwortlich. Hierzu gehörten das große Lichtspieltheater „Schauburg“ am Millerntor, das Ballhaus „Fledermaus“ und das Restaurant „N“ an der Reeperbahn Hamburg. Außerdem entwarf er die Wohnanlage Legienstraße und Vierbergen.